# Código Único de Identificación Laboral
El Código Único de Identificación Laboral (CUIL) es el número que se otorga a cada trabajador al inicio de su actividad laboral en relación de dependencia, que pertenezca al Sistema Integrado de Jubilaciones y Pensiones (SIJP), y a cada persona que gestione alguna prestación o servicio de la Seguridad Social en la República Argentina.
Es una clave compuesta por el número de Documento Nacional de Identidad (DNI) con un prefijo de dos dígitos y un dígito posfijo como dígito verificador. Primero se escriben los dos dígitos del prefijo seguido de un guion, luego el número de DNI con ocho dígitos (a completar con ceros a la izquierda si es necesario) seguido de otro guion, y por último el dígito verificador. Se expresa, por ejemplo: "20-08490848-8" donde "08490848" es el DNI de la persona, "20" el prefijo y "8" el dígito verificador.
En Argentina, el trámite para obtener el CUIL se realiza ante la Administración Nacional de la Seguridad Social (ANSeS).
El CUIL es utilizado principalmente por los organismos estatales para identificar fehacientemente a una única persona y poder controlar sus aportes previsionales. Asimismo, este código es utilizado para realizar diversos trámites tanto en organismos públicos como en empresas.

## Controversia
Se usaban los prefijos 20, 23, 24 y 27, siendo 20 para sexo masculino y 27 para sexo femenino. A partir de la Circular DPA N° 18/12 del 12 de junio de 2012 se abandona la anterior clasificación y el CUIL no se modifica ante un trámite de cambio de género. Se le solicitó al ANSES que modifique el número CUIL a las personas transgénero que hayan hecho el trámite de cambio de DNI.